# Veer-Zaara
Pour plus de détails, voir Fiche technique et Distribution.
Veer-Zaara (वीर-ज़ारा) est un film dramatique indien, produit et réalisé par Yash Chopra, sorti en 2004.
Le film aborde le conflit entre l'Inde et le Pakistan, qui suit l'amour impossible entre un officier de l'Indian Air Force, Veer Pratap Singh, et une jeune pakistanaise, Zaara Hayaat Khan, qui ont été séparés pendant 22 ans,,. Elle débute avec l'arrivée de Saamiya Siddiqui, une avocate pakistanaise, qui trouve Veer en prison et écoute patiemment son histoire. La musique, basée sur les vieilles compositions du Madan Mohan et composée par Yash Chopra, avec des paroles écrites par Javed Akhtar, est aussi ce qui a rendu le film unique.
Veer-Zaara a été un succès commercial, et a rapporté 750 millions de roupies. Il obtint de nombreuses récompenses, dont notamment quatre Filmfare Awards en 2004, dont celui du meilleur film.

## Synopsis
Veer-Zaara raconte l’histoire de Veer Pratap Singh (Shahrukh Khan), un Indien emprisonné au Pakistan. Une jeune avocate, Saamiya Siddiqui (Rani Mukherjee), fille d'un militant des droits de l'homme, prend son cas en main et cherche à comprendre ce qu'il s'est passé. D'abord réticent, Veer se livre peu à peu et raconte son histoire et sa rencontre avec Zaara Hayat Khan (Preity Zinta), une Pakistanaise qu'il secourt lors d'un grave accident. Séduit par son charme et touché par sa détresse, Veer aide Zaara, venue en Inde pour accomplir les dernières volontés de sa nourrice : disperser ses cendres sur sa terre natale.
Après l'avoir présentée à sa famille, alors qu'il la reconduit au train et s'apprête à lui avouer ses sentiments, Veer apprend l'existence et fait la connaissance de Raza Sharazi, le fiancé de Zaara. De retour dans sa famille pour célébrer son mariage, Zaara prend conscience de son amour pour Veer, dont l'image la poursuit, et sombre dans le désespoir. Veer accourt pour la chercher, mais les deux jeunes gens, conscients des ravages que provoquent leur amour, décident d'y renoncer. Cependant, Raza Sharazi, humilié par l'exposition à la vue de tous de l'amour de sa fiancée pour un autre homme, use secrètement de son influence pour accuser Veer d'espionnage et le faire emprisonner.
C'est dans cette triste situation que Saamiya Siddiqui le trouve 22 ans plus tard et qu'elle entreprend de faire éclater la vérité malgré la réticence du gouvernement pakistanais, l'opposition d'un procureur particulièrement retors et le silence de Veer, soucieux de protéger la réputation de la femme qu'il n'a jamais cessé d'aimer.

## Fiche technique
Sauf indication contraire, les informations mentionnées dans cette section peuvent être confirmées par la base de données cinématographiques IMDb,  présente dans la section « Liens externes ».
- Titre : Veer-Zaara
- Titre original : वीर-ज़ारा
- Réalisation : Yash Chopra
- Scénario : Aditya Chopra
- Dialogues : Aditya Chopra
- Direction artistique : Sharmishta Roy
- Costumes : Manish Malhotra, Mandira Shukla
- Photographie : Anil Mehta
- Musique : Madan Mohan, Sanjeev Kholi
- Montage : Ritesh Suni
- Production : Yash Chopra
- Société de production : Yash Raj Films
- Société de distribution : Yash Raj Films
- Sociétés d'effets spéciaux : Prasad EFX, Tata Elxsi Visual Computing Lab
- Budget de production : 75 000 000 ₹
- Pays d'origine :  Inde
- Langue : Hindi, ourdou, pendjabi
- Format : Couleurs - 2,35:1 - DTS / Dolby Digital / SDDS - 35 mm
- Genre : Drame, mélodrame, musical, romance
- Durée : 192 minutes (3 h 12)
- Dates de sorties en salles : 
  -  France : 26 avril 2006
  -  Inde : 12 novembre 2004

## Distribution
- Shahrukh Khan : Veer Pratap Singh
- Preity Zinta : Zaara Hayat Khan
- Rani Mukherjee : Saamiya Siddiqui
- Amitabh Bachchan : Chaudhary Sumer Singh
- Manoj Bajpai : Raza Sharazi
- Anupam Kher : Zakir Ahmed
- Hema Malini : Maati
- Divya Dutta : Shabbo
- Kirron Kher : Maryam Hayat Khan, la mère de Zaara
- Boman Irani : Jahangir Hayaat Khan, le père de Zaara
- Zohra Sehgal : Bebe

## Autour du film[7]

### Anecdotes
- Le 18 février 2005, Veer-Zaara reçoit un très bon accueil lors du 55e Festival de Berlin en présence de Yash Chopra[8].
- Le 26 avril 2006, Veer-Zaara sort officiellement sur les écrans français et est projeté en ouverture du festival Bollywood Week au Grand Rex en présence de l'équipe du film (Sanjeev Kohli, Yash Chopra, Rani Mukherjee, Preity Zinta et Shahrukh Khan)[9],[10].
- Veer-Zaara a fait l’objet d’un article dans le National Geographic dans son numéro de février 2005 (mars 2005 en France) à l’occasion d’un numéro spécial sur l’Inde[11].
- Le rôle de l'avocate Saamiya Siddiqui était initialement prévu pour Aishwarya Rai, mais sera finalement attribué à Rani Mukherjee.
- Amitabh Bachchan a suggéré au réalisateur de faire appel à Gurdas Mann pour interpréter Lodi, une des chansons du film.
- Les costumes portés par Shahrukh Khan furent conçus par le réalisateur Karan Johar.

### Critiques
En regard du box-office, Veer-Zaara a reçu des critiques plutôt positives. Il obtient le record de 100 % sur Rotten Tomatoes, regroupant 9 critiques collectées. Sur Metacritic, il obtient une note favorable de 67/100, sur la base de 5 critiques collectées, ce qui lui permet d'obtenir le label « Avis généralement favorables » et est évalué à 3,7/5 pour 17 critiques de presse sur Allociné.

« Cette propension au romanesque le plus débridé, cette fièvre incongrue de rebondissements, ce recours frénétique et tous azimuts à l'émotion font, on le sait, le charme de ce genre de films, quand bien même on n'aurait pas affaire à un chef-d'œuvre du genre. »

— Jacques Mandelbaum, Le Monde, 26 avril 2006.

« Les amateurs de ce cinéma codifié jusqu'à l'extrême y retrouveront l'envoûtement attendu. »

— Ophélie Wiel, Télérama, 27 juin 2006.

## Bande originale
Albums de Yash Chopra et Madan Mohan
Chaal Baaz
(1980)
La bande originale du film a été composée par Yash Chopra qui a fait revivre la musique d'un grand compositeur de l'âge d'or de Bollywood, Madan Mohan, dont le fils Sanjeev Kohli a retrouvé et retravaillé des bandes jusque-là inédites. Elle contient 11 chansons, dont les paroles furent écrites par Javed Akhtar.
La plupart de ces chansons sont chantées par la célèbre chanteuse Lata Mangeshkar. Elle chante régulièrement en duo avec Madan Mohan, particulièrement ému de ses contributions. Ils sont accompagnés par d'autres interprètes dont Udit Narayan et Sonu Nigam, qui apparaissent également dans la bande originale.
La bande originale a été publiée sur CD et spécialement sur les DVD audio. Yash Raj Music a également publié en complet la musique de fond du film, ce qui est rarissime. Le CD du film a été intitulé The Love Legend Themes - Instrumental.
Dans les années 2000, la bande originale a été classée par Planet Bollywood dans sa liste des 100 meilleurs bandes originales de Bollywood.
| No  | Titre                      | Interprètes                                                 | Durée |
| --- | -------------------------- | ----------------------------------------------------------- | ----- |
| 1.  | Tere Liye                  | Lata Mangeshkar, Roop Kumar Rathod                          | 5:34  |
| 2.  | Main Yahan Hoon            | Udit Narayan                                                | 4:57  |
| 3.  | Aisa Desh Hai Mera         | Lata Mangeshkar, Udit Narayan, Gurdas Mann, Pritha Mazumder | 7:10  |
| 4.  | Yeh Hum Aa Gaye Hain Kahan | Lata Mangeshkar, Udit Narayan                               | 5:45  |
| 5.  | Do Pal                     | Lata Mangeshkar, Sonu Nigam                                 | 4:27  |
| 6.  | Kyon Hawa                  | Lata Mangeshkar, Sonu Nigam                                 | 6:14  |
| 7.  | Hum To Bhai Jaise          | Lata Mangeshkar                                             | 4:19  |
| 8.  | Aaya Tere Dar Par          | Ahmed Hussain, Mohammed Hussain                             | 7:53  |
| 9.  | Lodi                       | Lata Mangeshkar, Udit Narayan, Gurdas Mann                  | 6:55  |
| 10. | Tum Paas Aa Raahein Ho     | Lata Mangeshkar, Jagjit Singh                               | 5:12  |
| 11. | Jaane Kyun                 | Lata Mangeshkar                                             | 5:16  |

## Distinctions
| Date              | Distinction               | Catégorie                             | Nom                                   | Résultat   |
| ----------------- | ------------------------- | ------------------------------------- | ------------------------------------- | ---------- |
| 16 janvier 2005   | Screen Awards             | Meilleur film                         | Veer-Zaara                            | Lauréat    |
| 16 janvier 2005   | Screen Awards             | Meilleur acteur                       | Shahrukh Khan                         | Lauréat    |
| 16 janvier 2005   | Screen Awards             | Meilleur dialogue                     | Aditya Chopra                         | Lauréat    |
| 16 janvier 2005   | Screen Awards             | Meilleure histoire                    | Aditya Chopra                         | Lauréat    |
| 16 janvier 2005   | Screen Awards             | Meilleur couple d'acteurs             | Shahrukh Khan, Preity Zinta           | Lauréat    |
| 16 janvier 2005   | Screen Awards             | Meilleure actrice dans un second rôle | Rani Mukherjee                        | Nomination |
| 28 janvier 2005   | Global Indian Film Awards | Meilleur acteur                       | Shahrukh Khan                         | Lauréat    |
| 28 janvier 2005   | Global Indian Film Awards | Meilleure actrice dans un second rôle | Divya Dutta                           | Lauréat    |
| 28 janvier 2005   | Global Indian Film Awards | Meilleure histoire                    | Satish Babariya                       | Lauréat    |
| 20 février 2005   | Stardust Awards           | Star féminine de l'année              | Preity Zinta                          | Lauréat    |
| 20 février 2005   | Stardust Awards           | Meilleure actrice dans un second rôle | Kirron Kher                           | Lauréat    |
| 20 février 2005   | Stardust Awards           | Meilleur acteur                       | Shahrukh Khan                         | Lauréat    |
| 26 février 2005   | Filmfare Awards           | Meilleur film                         | Veer-Zaara                            | Lauréat    |
| 26 février 2005   | Filmfare Awards           | Meilleur parolier                     | Javed Akhtar (pour Tere Liye)         | Lauréat    |
| 26 février 2005   | Filmfare Awards           | Meilleure histoire                    | Aditya Chopra                         | Lauréat    |
| 26 février 2005   | Filmfare Awards           | Meilleur scénario                     | Aditya Chopra                         | Lauréat    |
| 26 février 2005   | Filmfare Awards           | Meilleur réalisateur                  | Yash Chopra                           | Nomination |
| 26 février 2005   | Filmfare Awards           | Meilleur acteur                       | Shahrukh Khan                         | Nomination |
| 26 février 2005   | Filmfare Awards           | Meilleure actrice                     | Preity Zinta                          | Nomination |
| 26 février 2005   | Filmfare Awards           | Meilleur acteur dans un second rôle   | Amitabh Bachchan                      | Nomination |
| 26 février 2005   | Filmfare Awards           | Meilleure actrice dans un second rôle | Rani Mukherjee                        | Nomination |
| 26 février 2005   | Filmfare Awards           | Meilleure actrice dans un second rôle | Divya Dutta                           | Nomination |
| 26 février 2005   | Filmfare Awards           | Meilleure direction musicale          | Madan Mohan                           | Nomination |
| 26 février 2005   | Filmfare Awards           | Meilleur parolier                     | Javed Akhtar (pour Main Yahaan Hoon)  | Nomination |
| 26 février 2005   | Filmfare Awards           | Meilleur parolier                     | Javed Akhtar (pour Aisa Des Hai Mera) | Nomination |
| 26 février 2005   | Filmfare Awards           | Meilleur chanteur de play-back        | Sonu Nigam (pour Do Pal)              | Nomination |
| 26 février 2005   | Filmfare Awards           | Meilleur chanteur de play-back        | Udit Narayan (pour Main Yahaan Hoon)  | Nomination |
| 26 mars 2005      | Zee Cine Awards           | Meilleur film                         | Yash Chopra, Aditya Chopra            | Lauréat    |
| 26 mars 2005      | Zee Cine Awards           | Meilleur réalisateur                  | Yash Chopra                           | Lauréat    |
| 26 mars 2005      | Zee Cine Awards           | Meilleur acteur                       | Shahrukh Khan                         | Lauréat    |
| 26 mars 2005      | Zee Cine Awards           | Meilleure actrice dans un second rôle | Divya Dutta                           | Lauréat    |
| 26 mars 2005      | Zee Cine Awards           | Meilleure actrice                     | Preity Zinta                          | Nomination |
| 26 mars 2005      | Zee Cine Awards           | Meilleur acteur dans un second rôle   | Amitabh Bachchan                      | Nomination |
| 26 mars 2005      | Zee Cine Awards           | Meilleure histoire                    | Aditya Chopra                         | Nomination |
| 26 mars 2005      | Zee Cine Awards           | Meilleure direction artistique        | Sharmishta Roy                        | Nomination |
| 26 mars 2005      | Zee Cine Awards           | Meilleur réenregistrement sonore      | Anup Dev                              | Nomination |
| 9 au 11 juin 2005 | IIFA Awards               | Meilleure photographie                | Aditya Chopra                         | Lauréat    |
| 9 au 11 juin 2005 | IIFA Awards               | Meilleur réalisateur                  | Yash Chopra                           | Lauréat    |
| 9 au 11 juin 2005 | IIFA Awards               | Meilleur acteur                       | Shahrukh Khan                         | Lauréat    |
| 9 au 11 juin 2005 | IIFA Awards               | Meilleure actrice dans un second rôle | Rani Mukherjee                        | Lauréat    |
| 9 au 11 juin 2005 | IIFA Awards               | Meilleure musique                     | Madan Mohan                           | Nomination |
| 9 au 11 juin 2005 | IIFA Awards               | Meilleur dialogue                     | Aditya Chopra                         | Nomination |
| 21 octobre 2005   | National Film Awards      | Meilleur film de divertissement       | Yash Chopra                           | Lauréat    |